# 마에다 유토
마에다 유토(일본어: 前田 悠斗, 1994년 11월 22일~)는 일본의 축구 선수이다.

## 구단 경력
그는 2017년 J3리그의 AC 나가노 파르세이루에 입단했다. 2019년 일본 풋볼 리그의 FC 오사카로 이적했다. 2022년까지 69경기에 출전하여, 1득점을 넣었다. 2022년후 현역 은퇴.